# Dicynodontia
Dicynodontia („dicynodonti“, v překladu „dvojitý psí zub“) jsou vyhynulou skupinou anomodontních terapsidů, kteří vznikli v období pozdního permu. Jejich rozkvět nastal především v období druhohorního triasu (asi před 252 až 201 miliony let). Žili po boku nejstarších dinosaurů, kterým také dlouho částečně ekologicky konkurovali. Vyhynuli patrně zcela při hromadném vymírání na konci triasu před 201 miliony let.

## Popis a evoluční historie
Byli mezi nimi menší až poměrně velcí býložravci, charakterističtí dvojicí výrazných tesákovitých zubů. Jsou také nejúspěšnějšími synapsidy kromě savců, se kterými jsou spřízněni. Dle fosilních dokladů z Austrálie možná některé druhy přežily dokonce až do spodní křídy (asi před 105 miliony let), novější výzkumy to však nepotvrzují. Bylo popsáno více než 70 rodů, šlo tedy o poměrně početnou skupinu. Největší zástupci měli velikost hrocha a jejich zkameněliny byly objeveny v roce 2008 na území Polska (Lisowice). 
Fosilie dicynodontů již byly objeveny i v Japonsku, což dokládá propojenost kontinentů v období triasu. Novější výzkumy ale ukazují, že mnohé druhy byly ve skutečnosti endemické a neměly globální či alespoň značně velké zeměpisné rozšíření.

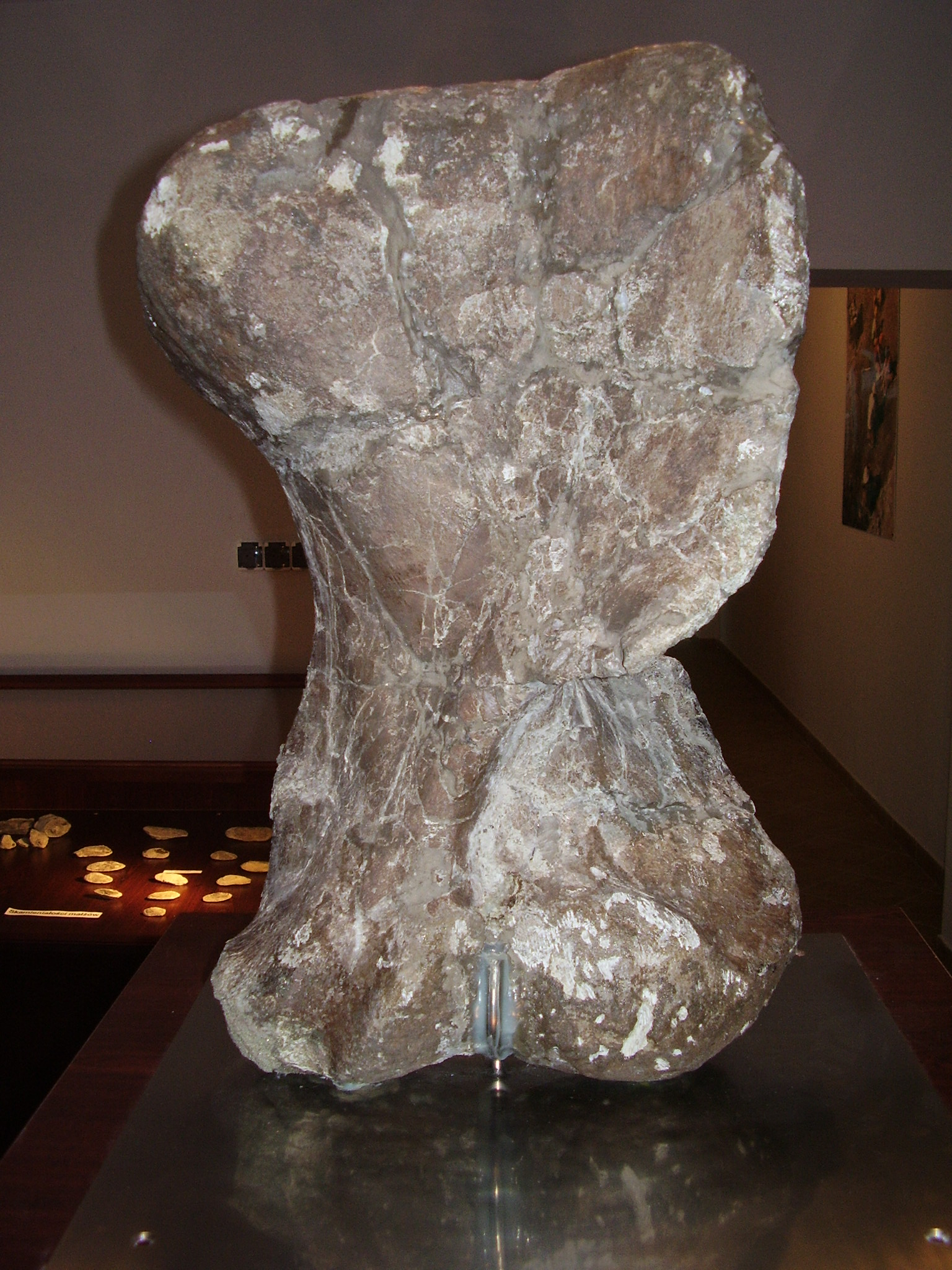
Fosilní kost pažní druhu Lisowicia bojani z Polska.

## Paleobiologie
U některých fosilií dicynodontů byly zjištěny stopy poranění jejich „klů“, vedoucích k abnormálnímu růstu. Mnohé druhy měly schopnost hrabat nory a podzemní doupata, což dokládají i mnohé jejich kosterní adaptace k fosoriálnímu způsobu života. Charakteristická byla pro tuto skupinu přítomnost výrazných „klů“, které měly značný ekologický význam (vyhrabávání potravy, vnitrodruhové zápasy, rozeznávání, apod.).
Podle výzkumu izotopů prvků ve fosiliích některých druhů bylo zjištěno, že mláďata dicynodontů se kromě rostlinné stravy živila také hmyzem a dospělci zřejmě dávali přednost měkké pobřežní vegetaci.

## Doba vyhynutí
Posledními prokazatelnými zástupci dicynodontů jsou v současnosti obří jedinci, jejichž fosilie byly objeveny v jižním Polsku (druh Lisowicia bojani). Dlouho nebylo jisté, zda tato fauna existovala v období triasového stupně karn (před 237 až 227 m. l.) nebo až pozdějšího stupně nor (227 až 208 m. l.). Korelací s fosiliemi velkých čtvernožců z dané lokality bylo potvrzeno, že šlo až o pozdější období a dicynodonti tedy pravděpodobně vymírají v období před asi 210 miliony let.

## Taxonomie
- Infrařád Dicynodontia
  - Rod Angonisaurus
  - Rod Colobodectes
  - Nadčeleď Eodicynodontoidea
    - Čeleď Eodicynodontidae

  - Nadčeleď Kingorioidea
    - Čeleď Kingoriidae
      - Rod Kingoria
      - Rod Kombuisia

  - Klad Diictodontia
    - Nadčeleď Emydopoidea
      - Čeleď Cistecephalidae
      - Čeleď Emydopidae
        - Rod Myosauroides
        - Rod Myosaurus
        - Rod Palemydops

    - Nadčeleď Robertoidea
      - Čeleď Diictodontidae
        - Rod Anomodon
        - Rod Diictodon

      - Čeleď Robertiidae
        - Rod Robertia

  - Klad Pristerodontia
    - Rod Dinanomodon
    - Rod Odontocyclops
    - Rod Propelanomodon
    - Čeleď Aulacocephalodontidae
    - Čeleď Dicynodontidae
      - Rod Dicynodon

    - Čeleď Lystrosauridae
      - Rod Kwazulusaurus
      - Rod Lystrosaurus

    - Čeleď Oudenodontidae
    - Čeleď Pristerodontidae

  - Nadčeleď Kannemeyeriiformes
    - Čeleď Kannemeyeriidae
      - Rod Dinodontosaurus
      - Rod Dolichuranus
      - Rod Ischigualastia
      - Rod Kannemeyeria
      - Rod Placerias
      - Rod Rabidosaurus
      - Rod Sinokannemeyeria

    - Čeleď Shansiodontidae
    - Čeleď Stahleckeriidae

Nejasné zařazení:
- Rod Moghreberia
- Rod Wadiasaurus

## Zajímavosti
Je možné, že fosilie dikynodontů na území Jižní Afriky inspirovaly už před staletími až tisíciletími domorodé Sany k vyobrazování mytických "hadů s kly" a dalších tvorů, s jejichž interpretací si nevěděli rady.